# Lòng chảo Tarim

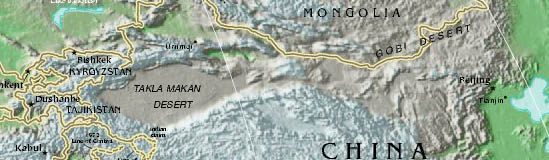
Sa mạc Taklamakan trong lòng chảo Tarim.

Lòng chảo Tarim, (tiếng Trung: 塔里木盆地, Hán-Việt: Tháp Lý Mộc bồn địa) là một trong số các lòng chảo khép kín lớn nhất trên thế giới có diện tích bề mặt khoảng 400.000 km², nằm trong Khu tự trị Duy Ngô Nhĩ Tân Cương ở miền viễn tây Trung Quốc. Phần lớn của lòng chảo là sa mạc Taklamakan. Khu vực này có dân cư rất thưa thớt, chủ yếu là người Uyghur và các dân tộc Trung Á khác, cũng như là người Hán, phần nhiều trong số họ là những người nhập cư gần đây.
Con đường tơ lụa trong lòng chảo Tarim nằm giữa Khách Thập (Kashgar) (39°28′B 76°03′Đ / 39,467°B 76,05°Đ) và Ngọc Môn (Yumen) (39°50′B 97°34′Đ / 39,833°B 97,567°Đ) và được chia thành hai lộ trình, men theo các rìa phía bắc và phía nam của sa mạc Taklamakan. Các thành thị dọc theo mỗi nhánh, tính từ tây sang đông là:
- Lộ trình phía bắc:
  - A Khắc Tô (Aksu) (41°10′vĩ bắc, 80°15′kinh đông)
  - Khố Xa (Kucha) (41°39′vĩ bắc, 82°54′kinh đông)
  - Khố Nhĩ Lặc (Korla) (41°39′vĩ bắc, 86°08′kinh đông)
  - Thổ Lỗ Phan (Turfan) (42°59′vĩ bắc, 89°11′kinh đông)
  - Lâu Lan (Loulan) (40°55′vĩ bắc, 89°9′kinh đông)
- Lộ trình phía nam:
  - Toa Xa (Yarkand) (37°52′vĩ bắc, 77°24′kinh đông)
  - Bì Sơn (Pishan) (37°37′vĩ bắc, 78°18′kinh đông)
  - Hòa Điền (Khotan) (37°6′vĩ bắc, 80°1′kinh đông)

Ngoài ra, trước đây còn:
- "Lộ trình trung tâm": Đã bị bỏ hoang từ thế kỷ 6)

Trước đây thì các thứ tiếng trong ngôn ngữ Tochari được người dân sử dụng trong khu vực lòng chảo Tarim. Đây là các thứ tiếng xa nhất về phía đông của ngữ hệ Ấn-Âu. Tên gọi trong tiếng Trung "Nguyệt Chi" (月氏; Wade-Giles: Yüeh-Chih) đã dùng để chỉ những người Trung Á cổ đại sống trong khu vực Cam Túc ngày nay, những người này đã bị người Hung Nô xua đuổi, sau này họ di cư về phía lòng chảo Tarim và về phía nam để lập ra Vương triều Quý Sương tại miền bắc Ấn Độ.
Người Hán dưới sự chỉ huy của một viên tướng giỏi là Ban Siêu (32-102) đã giành được sự kiểm soát khu vực lòng chảo Tarim từ tay người Hung Nô vào cuối thế kỷ 1.
Vương quốc Quý Sương hùng mạnh đã mở rộng trở lại vào lòng chảo Tarim trong giai đoạn từ thế kỷ 1 đến thế kỷ 2, khi họ lập ra một vương quốc tại Khách Thập. Họ đã tranh giành quyền kiểm soát khu vực này với các bộ lạc du cư và các lực lượng quân sự của người Hán. Họ là những người đưa ra chữ viết Brahmi, tiếng Prakrit của người Ấn Độ để quản lý cũng như là những người đóng vai trò lớn trong việc truyền Phật giáo trên Con đường tơ lụa chuyển giao Phật giáo tới Đông Á.
Hồ Lop Nur (La Bố Bạc) là một khu vực đầm lầy lõm xuống chứa nước mặn ở phần rìa phía đông của lòng chảo Tarim, cũng là khu vực thử nghiệm hạt nhân của Cộng hòa Nhân dân Trung Hoa. Sông Tarim chảy vào khu vực Lop Nur.

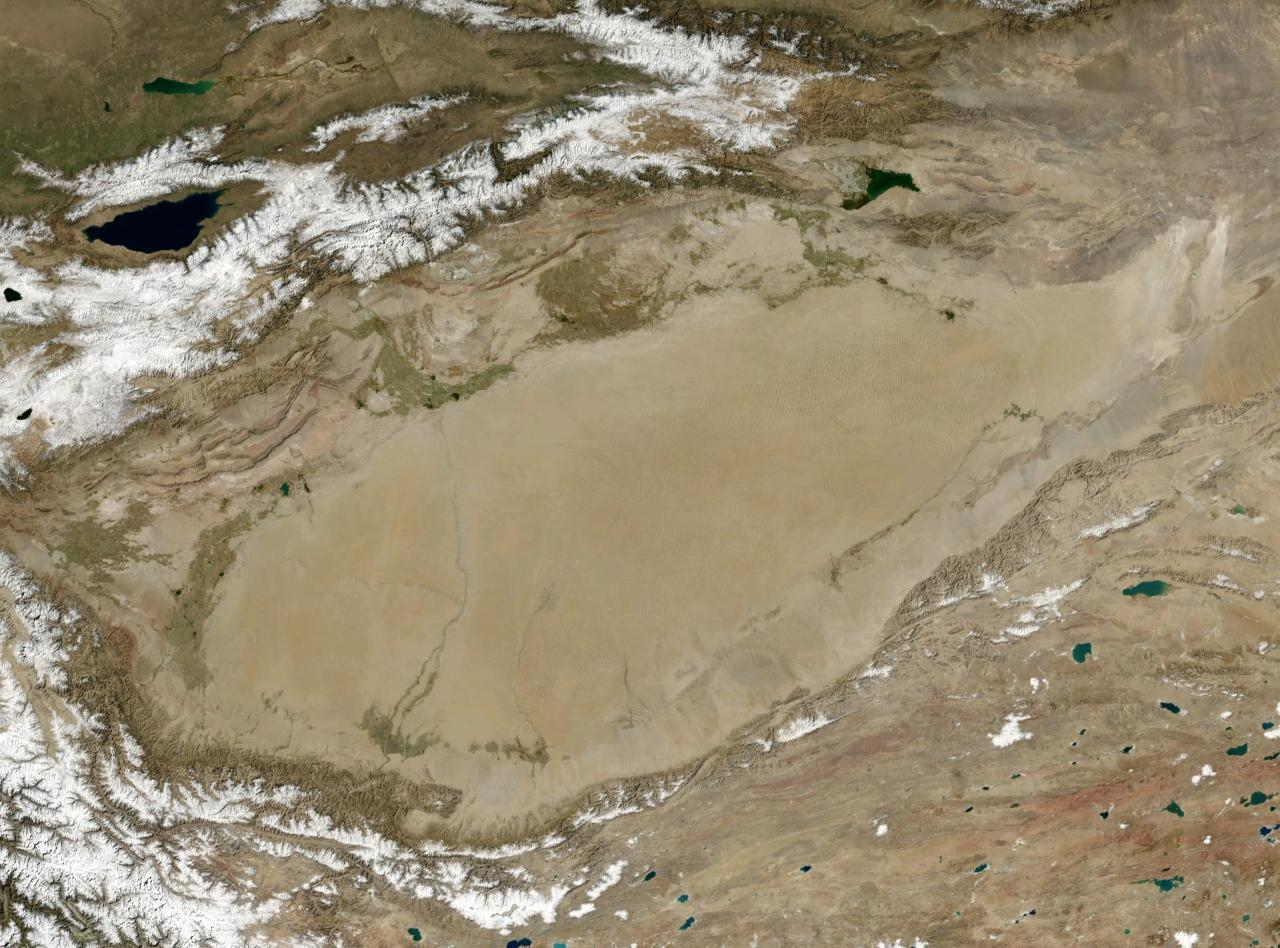
Ảnh chụp lòng chảo Tarim từ vệ tinh của NASA

Lòng chảo Tarim được cho là có chứa các bể dầu mỏ và khí tự nhiên lớn.
Một điều đáng chú ý là tuyết trên đỉnh K2 (trong tiếng Trung gọi là 乔戈里峰, Hán-Việt: Kiều Qua Lý Phong), đỉnh cao thứ hai trên thế giới sau Everest, chảy xuống thành các dòng sông băng, chúng di chuyển xuống các thung lũng thấp và tan chảy để tạo thành nước sông, con sông này uốn khúc trong các dãy núi để cuối cùng đổ vào lòng chảo Tarim. Ở đoạn giữa sa mạc, những nguồn nước này tạo nên các ốc đảo và được bơm lên để phục vụ nông nghiệp và con người, cuối cùng sau khi đã chảy trên một khoảng cách lớn thì chúng hóa thành các hồ và đầm lầy nước mặn và bốc hơi.